# Balkan Ninnisi
Balkan Ninnisi ist eine türkische Fernsehserie, die von 2022 bis 2023 auf TRT 1 ausgestrahlt wurde.

## Inhalt
Die Serie erzählt die Geschichte von Ertan, einem jungen türkischen Mann, der nach vier Jahren Studium in Istanbul nach Skopje zurückkehrt. Seine Familie glaubt, dass er Architektur studiert hat, doch in Wirklichkeit hat er Radio und Fernsehen studiert, um Radiomoderator zu werden. Zurück in Skopje trifft er zufällig auf Jovanka, eine junge mazedonische Frau, die ebenfalls in Istanbul studiert hat und eine Karriere im Medienbereich anstrebt. Obwohl ihre Familien kulturelle Vorurteile gegeneinander hegen, entwickeln Ertan und Jovanka Gefühle füreinander.

## Produktion
Balkan Ninnisi wurde von Nebula Film Yapım produziert. Regie führten Doğan Ümit Karaca, Volkan Kapkın und Serdar Akar. Innder Hauptrolle spielen Erdal Özyağcılar, Özlem Türkad, Emre Bey und Merih Öztürk. Die Musik der Serie komponierte Alper Atakan. Die Serie   wurde am 21. Juni 2022 auf TRT 1 ausgestrahlt. Die letzte Folge erschien am 5. Januar 2023. Sie umfasst insgesamt 25 Episoden, die jeweils etwa 150 Minuten dauern.